# Koukkulanaapa-Palokivalo
Koukkulanaapa-Palokivalo este o arie protejată (arie specială de conservare — SAC, sit de importanță comunitară — SCI, arie de protecție specială avifaunistică — SPA) din Finlanda întinsă pe o suprafață de 2.210 ha, integral pe uscat.

## Localizare
Centrul sitului Koukkulanaapa-Palokivalo este situat la coordonatele 66°48′27″N 25°37′28″E / 66.8075°N 25.6244°E.

## Înființare
Situl Koukkulanaapa-Palokivalo a fost declarat sit de importanță comunitară în august 1998 pentru a proteja 3 specii de plante și 22 de specii de animale. Alte tipuri de protecție:
- arie de protecție specială avifaunistică (în august 1998)[2]
- arie specială de conservare (în aprilie 2015)[1][3][4]

## Biodiversitate
Situată în ecoregiunea boreală, aria protejată conține 7 habitate naturale: Lacuri și iazuri distrofice naturale, Cursuri de apă de la nivel de câmpie la nivel montan, cu vegetație Ranunculion fluitantis și Callitricho-Batrachion, Mlaștini turboase de tranziție și turbării mișcătoare, Mlaștini alcaline, Turbării Aapa, Taiga vestică, Mlaștini împădurite.
La baza desemnării sitului se află mai multe specii protejate:
- plante (3): Hamatocaulis vernicosus, Ranunculus lapponicus, ochii-șoricelului (Saxifraga hirculus)
- păsări (21): minunița (Aegolius funereus), rață sulițar (Anas acuta), gâscă de semănătură (Anser fabalis), ciuf de câmp (Asio flammeus), cocoșul de mesteacăn (Bonasa bonasia), prundaș de nămol (Calidris falcinellus), bătăuș (Calidris pugnax), erete vânăt (Circus cyaneus), lebădă de iarnă (Cygnus cygnus), ciocănitoare neagră (Dryocopus martius), Emberiza rustica, șoim de iarnă (Falco columbarius), ciuvică (Glaucidium passerinum), cocor (Grus grus), becațină mică (Lymnocryptes minimus), codobatura galbenă (Motacilla flava), ciocănitoare de munte (Picoides tridactylus), Surnia ulula,  cocoș de munte (Tetrao urogallus), fluierar negru (Tringa erythropus), fluierar de mlaștină (Tringa glareola)
- mamifere (1): vidră de râu (Lutra lutra)

Pe lângă speciile protejate, pe teritoriul sitului au mai fost identificate 1 specie de plante, 1 specie de mamifere, 1 specie de pești.